# Stanford, California

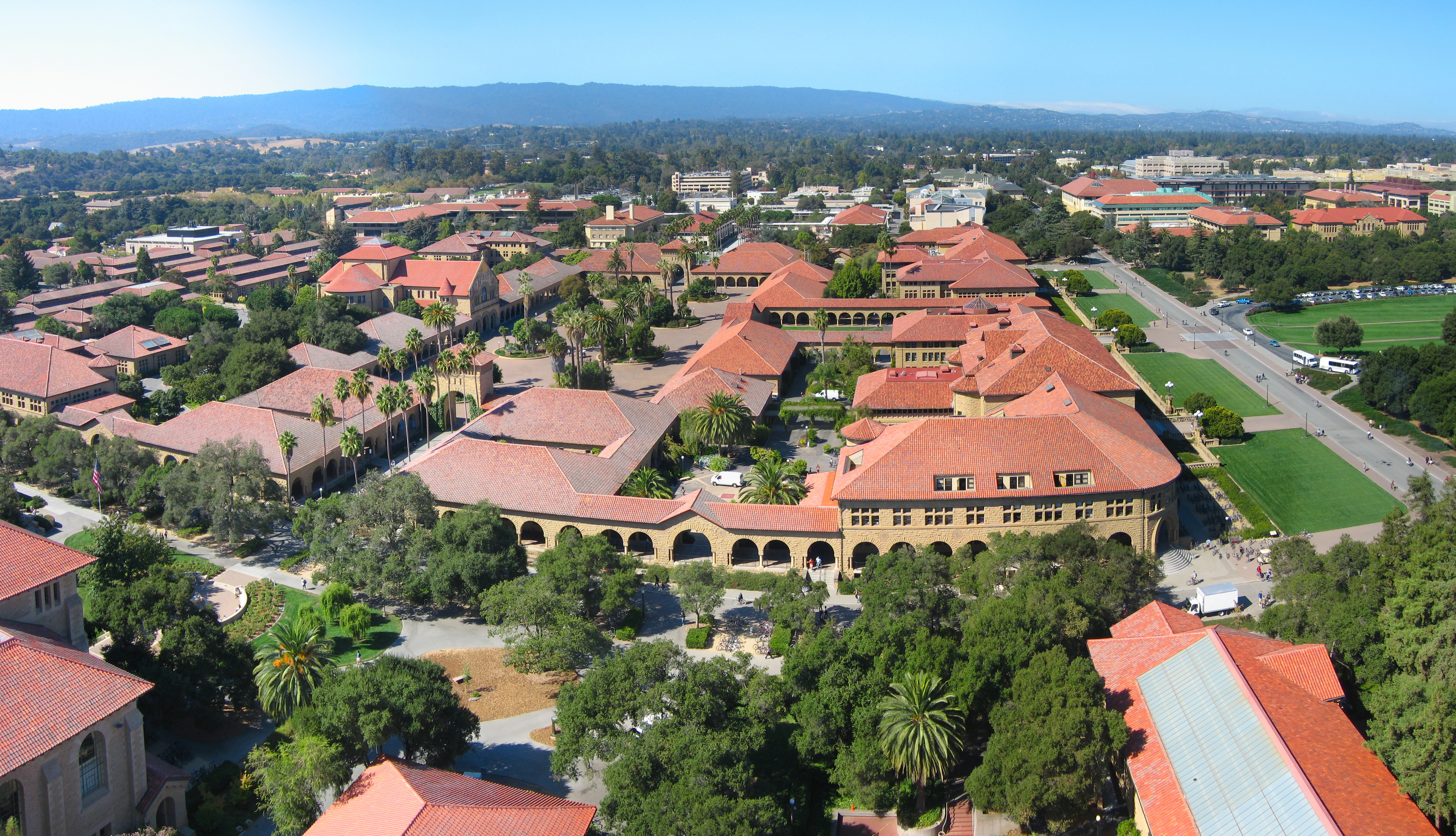
Sân chính (Main Quad) của Đại học Stanford và vùng chung quanh

Stanford là một khu vực thống kê (CDP) thuộc Quận Santa Clara, California. Theo Thống kê Dân số năm 2000, khu vực thống kê Stanford có dân số là 13.315 người.
Stanford là một phần chưa thành lập của Quận Santa Clara và nằm bên cạnh thành phố Palo Alto. Stanford, California là một địa danh bưu điện hợp lệ, nó có một nhà bưu điện và hai số ZIP riêng: mã số 94305 cho các kiến trúc trong khu trường sở, và mã số 94309 cho các hộp thư trong bưu điện.
Khu vực thống kê Stanford phần nhiều là đất của Đại học Stanford. Học viện Hoover, học viện nghiên cứu về chính sách công nổi tiếng trên thế giới, cũng thuộc khu vực thống kê này. Super Bowl XIX được đăng cai ở Sân Stanford năm 1985.

## Địa lý
Stanford nằm ở vĩ độ 37°25′21″ Bắc, kinh độ 122°9′55″ Tây (37,422590, −122,165413)1.
Theo Cục Thống kê Dân số Hoa Kỳ, khu vực thống kê này có tổng diện tích là 7,2 km² (2,8 mi²). Trong đó, 7,1 km² (4,7 mi²) là đất và 0,1 km² (0,04 mi²) là mặt nước. Diện tích mặt nước chiếm 1,44% tổng diện tích.

## Dân tộc
Theo thống kê dân số2 năm 2000, khu vực thống kê Stanford có 13.315 người, 3.207 hộ, và 1.330 gia đình. Mật độ dân số là 1.869,4 người/km² (4.849,8 người/mi²). Có 3.315 nhà ở, mật độ trung bình là 465,4 nhà/km² (1.207,4 nhà/mi²). Trong khu vực thống kê này, có 60,40% là người da trắng, 4,90% là người da đen hay Mỹ gốc Phi, 0,72% là người Mỹ da đỏ, 25,57% là người Á Châu, 0,16% là người dân đảo Thái Bình Dương, 3,65% là người thuộc một chủng tộc khác, và 4,60% là người lai. 8,96% dân số là người Hispanic hay Latino thuộc một chủng tộc nào đó.
Có 3.207 hộ, trong đó 17,9% có trẻ em nhỏ hơn 18 tuổi ở trong nhà, 38,7% là đôi vợ chồng ở với nhau, 1,8% có đàn bà đơn thân làm chủ hộ, và 58,5% hộ không phải là hộ gia đình. Có 23,0% hộ chỉ có một người, còn 2,5% hộ chỉ có một người 65 tuổi trở lên ở một mình. Cỡ hộ trung bình là 2,22 người, còn cỡ gia đình trung bình là 2,73 người.
Trong khu vực thống kê Stanford, 7,2% dân số chưa đến 18 tuổi, 58,5% dân số từ 18 đến 24 tuổi, 23,7% dân số từ 25 đến 44 tuổi, 6,1% dân số từ 45 đến 64 tuổi, và 4,4% dân số đã 65 tuổi trở lên. Tuổi trung bình của dân số khu vực thống kê này là 22. Phân phối tuổi và tuổi trung bình bình thường cho những địa phương đại học. Cho mỗi 100 nữ có 118,0 nam, cho mỗi 100 nữ 18 tuổi trở lên có 119,4 nam.
Thu nhập trung bình hàng năm của hộ ở khu vực thống kê này là 41.106 đô la, và thu nhập trung bình hàng năm của gia đình là 88.596 đô la. Thu nhập trung bình hàng năm của nam giới là 67.250 đô la, của nữ giới là 56.991 đô la. Thu nhập trên đầu người hàng năm của khu vực thống kê là 22.443 đô la. Có 21,4% người và 11,1% gia đình có thu nhập dưới mức sống tối thiểu. Trong tất cả dân cư, 11,6% của những người chưa đến 18 tuổi và 1,8% của những người đã 65 tuổi trở lên đang dưới mức sống tối thiểu.